# Stopplaats Grintweg Bussum - Hilversum
Stopplaats Grintweg Bussum - Hilversum is een voormalige stopplaats aan de Oosterspoorweg in Bussum, ongeveer naast het huidige station Bussum-Zuid, richting Hilversum. De halte is in 1892 geopend en ook weer gesloten.
De stopplaats lag bij de overweg in de Bussumergrintweg. Op deze locatie stond wachterswoning 26. Al na drie maanden werd de stopplaats gesloten; tegelijk werd een nieuwe halte bij de noordelijker gelegen overweg in de Heerenstraat geopend.
Uiteindelijk is de overweg in de Bussumergrintweg in 1928 opgeheven en door een 100 meter zuidelijker gelegen viaduct vervangen. Bij dit viaduct werd in 1966 de halte Bussum Zuid geopend.